# Ransford Osei
Ransford Osei (Kumasi, 5 de dezembro de 1990) é um futebolista profissional ganês que atua como atacante.

## Carreira
Ransford Osei fez parte do elenco da Seleção Ganesa de Futebol na Campeonato Africano das Nações de 2010.

## Títulos
Gana
- Campeonato Africano das Nações: 2012 2º Lugar.